# カテキン (漫画)
『カテキン』は、オジロマコトによる日本の漫画作品。『週刊ヤングマガジン』（講談社）にて2006年から2008年まで連載された。単行本はヤンマガKCスペシャルにて全10巻。

## あらすじ
学業優秀な白井幸（サチ）のもとに家庭教師として茶畑ナナがやってきた。家庭教師でありながら勉強を教えず、傍らで自由な時間を過ごす彼女にサチは辟易しつつも、彼女のその自由なところに惹かれていく。

## 登場人物
白井幸（しらい さち）
主人公。作中「サチ」と表記される。14歳中学生。以前は勉強しか頭になかったが、ナナに振り回されることにより変わっていく。同じクラスメイトの上野愛に想いを寄せている。精通し、オナニーを覚えた。時折、ナナをオカズにしている。ただ今、思春期ド真ん中である。実は5年9か月10日前にナナと会っている。夏休みの終わりごろ、ナナに髪を切ってもらうつもりが、丸坊主にされてしまう。
茶畑ナナ（ちゃばたけ ナナ）
ヒロイン。21歳大学生。サチの家庭教師である。ふだんから家庭教師であるにもかかわらず勉強を教える素振りはない。しかし英語が流暢であり、かつ某名門大学に通っていると雪村は述べている、元気を出すために、相手をいじめる。
7人姉妹の末っ子。処女である。実は5年9か月10日前にサチと会っている。
上野愛（うえの あい）
サチの同級生の女の子。サチが惚れている。勉強もスポーツもでき、クラスでの人気は高い。
佐伯敬典（さえき けいすけ）
サチをイジメるサチの同級生。プレイボーイの悪ガキ。
雪村真由子（ゆきむら まゆこ）
サチのクラスの委員長。勉強は学年でもトップクラスだが運動は苦手。サチが好きでサチの話になると顔が赤くなる。つい先日サチに告白したが、サチには「演技だ」と思われたため、結果には至らなかった。
なお巨乳であり、男子の間では「チチムラ」というあだ名が付いている。
夏休みが終わったころ派手な見た目に様変わりし、サチやクラスメイトを驚かせた。
八木啓太（やぎ けいた）
ロック好きのサチの同級生。顔の片側を長い毛で隠すような奇抜な髪型（本人は髪型を馬鹿にされるのが一番嫌い）。上野愛に一目惚れし、告白した時に抱きついて、ビンタされふられる。さらに、その場面を見たサチに頭突きをくらう。その後、不良に絡まれていたところをサチに助けられ（サチがうんこを踏んだ靴を不良達に振りかざしたので不良達が逃げた）、サチとの間にほのかな友情が芽生える。
山本玉栄（やまもと たまえ）
ナナが突然恋に落ちた男性。たこやき屋に勤めている。娘がいたのでナナは山本を諦めた。じつは童貞。

## 書誌情報
- オジロマコト 『カテキン』 講談社〈ヤンマガKCスペシャル〉、全10巻
  1. 2006年10月06日発売 ISBN 4-06-361486-7
  2. 2007年02月06日発売 ISBN 978-4-06-361527-2
  3. 2007年05月02日発売 ISBN 978-4-06-361557-9
  4. 2007年08月06日発売 ISBN 978-4-06-361580-7
  5. 2007年10月05日発売 ISBN 978-4-06-361606-4
  6. 2008年01月04日発売 ISBN 978-4-06-361637-8
  7. 2008年04月04日発売 ISBN 978-4-06-361659-0
  8. 2008年06月06日発売 ISBN 978-4-06-361678-1
  9. 2008年08月06日発売 ISBN 978-4-06-361706-1
  10. 2008年08月06日発売 ISBN 978-4-06-361707-8